# Корчански говор
Корчанският говор, наричан още Бобощенски говор е български диалект от крайната югозападна група югозападни говори. Говори се в две села в района на град Корча, Албания - Дреново и Бобощица.
Македонската диалектология разглежда корчанския като един от диалектите на т. нар. македонски език.

## Характерни особености
- Праславянското *tj застъпено като шч – плèшчи (плещи), кàшча (къща)
- Праславянското *dj застъпено като ждж – сàжджа (сажда), вềжда (вежда).
- Застъпник на стб. ѣ е ê (широко е): л’ềто (лято), в’ềра (вяра)
- Застъпник на стб. ѧ е êн: з’äнт (зет), грềда (греда).
- Застъпници на стб. ѫ са а, ам, ан: мàка (мъка), зàмби (зъби), за бàнди (ще бъде)
- Преглас а⇒ê след ж и след йота: жềда (жаба), йềгне (агне), йềс (аз).
- Глаголно окончание -а за 1 л. ед. ч. сег. време за I и II спрежение: кỳпа (купя), гàза (газя), грèба (греба)
- Членно окончание -о за мъжки род, подлежащо на склонение: двòро (дворът), товàро (товарът).
- Частица за при бъдеще време.
- Лични местоимения:
  - той (той)
  - тас, тàзи (тя)
  - този, тос (то)
  - тѝйа, т’ềзи (те)